# Shan (langue)
Cette page contient des caractères spéciaux ou non latins. S’ils s’affichent mal (▯, ?, etc.), consultez la page d’aide Unicode.
Le shan (shan : လိၵ်ႈတႆး [lik.táj] ou ၽႃႇသႃႇတႆး, [pʰàː sʰàː tái] ; birman : ရှမ်းဘာသာ, [ʃáɴ bàðà] ; thaï : ภาษาไทใหญ่) est la langue du peuple Shan, parlée principalement dans l'État shan, en Birmanie, ainsi que dans quelques régions de l'État de Kachin, dans le nord de la Thaïlande et dans la préfecture autonome dai de Xishuangbanna, au Yunnan. Le shan fait partie du groupe des langues taï-kadaï et est proche du thaï et surtout du lü. Il possède cinq tons, qui ne correspondent pas exactement à ceux du thaï, plus un « sixième ton » utilisé pour l'emphase.
Le nom du shan dans les langues taï est Tai Yai, ou Tai Long. Le terme shan, anciennement épelé သျှမ်း (hsyam:) en birman, est un exonyme qu'on pense être un dérivé birman du mot Siam (les Shans sont un peuple thaï).
Le nombre de locuteurs shans est inconnu, en partie parce que le nombre de Shans est lui-même inconnu. Les estimations varient de 4 à 30 millions, bien que le nombre probable soit aux alentours de six millions, dont environ la moitié parlent shan. En 2001, Patrick Johnstone et Jason Mandryk ont estimé le nombre de locuteurs shans en Birmanie à 3,2 millions, et l'institut des langues et de la culture de l'Université Mahidol de Bangkok a donné en 2006 le chiffre de 95 000 locuteurs shans en Thaïlande. De nombreux Shans parlent des dialectes locaux et la langue de leurs partenaires commerciaux. En raison du conflit armé birman qui dure depuis 1948, peu d'entre eux sont capables de lire ou d'écrire l'alphabet shan (dérivé de l'alphabet birman).

## Dialectes
Les dialectes shan parlés dans l'État Shan peuvent être divisés en 3 groupes, qui coïncident grossièrement avec les divisions géographiques et administratives modernes, les dialectes du nord, du sud et de l'est. Ils diffèrent dans une certaine mesure par leur vocabulaire et leur prononciation, mais sont généralement mutuellement compréhensibles. 
Le dialecte du sud a emprunté plus de mots birmans, tandis que celui de l'est est plus proche des dialectes thaïs du nord (Kam Muang, Yuan) et du lao pour son vocabulaire et sa prononciation. Le dialecte du nord, surnommé « shan chinois » est plus influencé par le dialecte chinois du Yunnan. De nombreux mots diffèrent par leur première consonne. Dans le nord, les initiales /k/, /kʰ/ et /m/, combinées avec certaines voyelles et certaines consonnes finales, sont prononcées /tʃ/ (noté ky), /tʃʰ/ (noté khy) et /mj/ (noté my). En shan chinois, /n/ devient /l/. Dans les régions du sud-ouest, /m/ est souvent prononcé /w/. Dans l'est, /pʰ/ initiale devient /f/.
Les dialectes les plus importants sont considérés comme des langues séparées, comme le Khün (ou Tai Khuen, appelé Kon Shan par les birmans), parlé dans la vallée de Kengtung, et le Lü (ou Tai Lu). Le shan chinois est aussi appelé (Taï) Mao, en référence à l'ancien État shan de Mong Mao. « Tai Long » est utilisé pour désigner le dialecte parlé dans les régions sud et centrales à l'ouest de la Salouen. Il existe aussi quelques dialectes parlés par peu de locuteurs dans l'État de Kachin, et le shan parlé par les Khamti (ou Hkamti) dans le nord de la Région de Sagaing.
Brown (1965) divise les dialectes shan de la façon suivante :
1. dialecte nord : Lashio, influences chinoises
2. dialecte sud : Taunggyi (capitale de l'État Shan), influences birmanes
3. dialecte oriental : Kengtung (dans le Triangle d'or), proche du thaï du nord et du lao

## Phonologie

### Consonnes
Le Shan possède 18 consonnes. Contrairement au thaï et au lao, il n'a pas d'occlusives voisées [d] et [b].
|           | Bilabiale | Bilabiale | Labio- dentale | Alvéolaire | Alvéolaire | Alvéolaire | Post- alvéolaire | Post- alvéolaire | Palatale | Vélaire | Vélaire | Vélaire | Glottale |
| --------- | --------- | --------- | -------------- | ---------- | ---------- | ---------- | ---------------- | ---------------- | -------- | ------- | ------- | ------- | -------- |
| Occlusive | p ပ       | pʰ ၽ      |                | t တ        | tʰ ထ       |            |                  |                  |          | k ၵ     | kʰ ၶ    |         | ʔ1 ဢ     |
| Nasale    |           | m မ       |                |            |            | n ၼ        | ɲ ၺ              |                  |          |         |         | ŋ င     |          |
| Fricative |           |           | (f)2 ၾ         | s သ        |            |            |                  |                  |          |         |         |         | h ႁ      |
| Affriquée |           |           |                |            |            | ts ၸ       |                  |                  |          |         |         |         |          |
| Vibrante  |           |           |                |            |            | (r)3 ရ     |                  |                  |          |         |         |         |          |
| Spirante  |           |           |                |            |            |            |                  |                  | j ယ      |         |         | w ဝ     |          |
| Latérale  |           |           |                |            |            | l လ        |                  |                  |          |         |         |         |          |

1 Le coup de glotte est obligatoire après une voyelle courte sans consonne finale et après un « a » muet précédant une voyelle.
2 Le f initial n'existe que dans les dialectes orientaux, pour des mots où les autres dialectes utilisent pʰ.
3 La consonne vibrante est très rare et principalement utilisée dans des mots empruntés à l'anglais ou au pâli, et parfois comme semi-voyelle en deuxième position dans des groupes consonantiques initiaux. Beaucoup de Shans ont du mal à prononcer le r, et prononcent souvent l à la place.

### Voyelles et diphtongues
Le shan a 10 voyelles et 13 diphtongues :
[a], [aː], [ɛ], [e], [i], [ɯ], [ə], [ɔ], [o], [u]
[iu], [eu], [ɛu]; [ui], [oi], [ɯi], [ɔi], [əi]; [ai], [aɯ], [au]; [aːi], [aːu]
Les voyelles sont moins complexes que celles du thaï et les shans qui apprennent cette langue éprouvent de difficultés avec des sons comme  "ia", "ua" et "uea". Il n'y a pas de triphtongues. Le shan n'a pas non plus la distinction systématique entre les voyelles longues et courtes caractéristique du thaï.

### Tons
Le shan est une langue à tons, ce qui signifie que des contrastes phonémiques peuvent être faits sur la base du ton d'une syllabe.
Il existe six tons en shan, variables selon le dialecte. Le sixième ton n'est d'usage habituel que dans le nord, tandis qu'ailleurs il n'est utilisé que pour l'emphase. Certains spécialistes et professeurs ont récemment essayé de l'imposer dans le shan standard « correct ».
| No. | Description           | Contour | Description                                                                           | Transcription* | Transcription* |
| --- | --------------------- | ------- | ------------------------------------------------------------------------------------- | -------------- | -------------- |
| 1   | montant               | 24 ˨˦   | commençant grave et devenant aigu                                                     | ǎ              | a (non marqué) |
| 2   | bas                   | 11 ˩    | grave, constant                                                                       | à              | a,             |
| 3   | médian(-descendant)   | 32 ˧˨   | moyen, légèrement plus grave à la fin                                                 | a (non marqué) | a;             |
| 4   | haut                  | 55 ˥    | aigu, constant                                                                        | á              | a:             |
| 5   | descendant (grinçant) | 42 ˦˨   | court, grinçant, chutant avec une fin glottale souple                                 | âʔ, â̰          | a.             |
| 6   | emphatique            | 343 ˧˦˧ | commençant moyen, montant légèrement, avec une chute à la fin (comme les tons 3 et 5) |                |                |

* Le symbole de la première colonne correspond aux conventions utilisées pour les autres langues à tons ; le second est dérivé de l'orthographe shan.
Les tons en shan correspondent aux tons suivants en thaï :
1. le ton montant est proche du ton montant thaï.
2. le ton bas est équivalent au ton bas thaï.
3. le ton médian est différent du ton médian thaï : il chute à la fin.
4. le ton haut est proche du ton haut thaï, mais il n'est pas ascendant.
5. le ton descendant est différent du ton descendant thaï. Il est court, grinçant et se termine par un coup de glotte.

### Structure syllabique
La structure des syllabes du shan est C(G)V((V)/(C)), ce qui veut dire que l'attaque est une consonne (C), éventuellement suivie par une semi-voyelle (G), et que la rime est une monophtongue seule, une monophtongue avec consonne ou une diphtongue seule. (Seuls certains dialectes admettent une diphtongue suivi d'une consonne.)
Les semi-voyelles sont : -w-, -y- et -r-.
Il existe sept consonnes finales : /ŋ/, /n/, /m/, /k/, /t/, /p/, and /ʔ/.
Quelques exemples de mots représentatifs :
- CV /kɔ/ aussi
- CVC /kàːt/ marché
- CGV /kwàː/ aller
- CGVC /kwaːŋ/ large
- CVV /kǎi/ loin
- CGVV /kwáːi/ buffle

Les mots shans typiques sont des monosyllabes. Les mots polysyllabiques sont pour la plupart des emprunts au pâli, ou des mots birmans avec la syllabe initiale faible  /ə/.

## Écriture
L'alphabet shan est caractérisé par ses lettres rondes, très similaires à celles de l'alphabet birman. Jusqu'aux années 1960, il ne distinguait pas toutes les voyelles et les diphtongues et n'avait qu'un seul marqueur de ton. Une seule forme pouvait ainsi représenter jusqu'à 15 sons, et avoir autant de significations. Une connaissance approfondie était donc nécessaire pour lire le shan. Une réforme a remédié à ce problème, rendant le shan facile à lire, avec tous les tons indiqués sans ambiguïté.
L'alphabet shan standard est un alphasyllabaire, chaque lettre ayant une voyelle 'A' par défaut. Comme dans la brahmi dont il dérive, les voyelles sont représentées sous forme de diacritiques placés autour des consonnes.
L'écriture shan est beaucoup moins complexe que l'écriture thaï, dénuée des notions de classes de consonnes qui conduisent aux 44 consonnes de l'alphabet thaï. Le shan n'a que 18 consonnes et tous les tons sont indiqués par des marqueurs non ambigus à la fin de chaque syllabe (en l'absence de marqueur, le ton par défaut est le ton montant).
Le nombre de consonnes peut varier selon les manuels : outre les 18 consonnes universellement acceptées (birman : ၵ ၶ င ၸ သ ၺ တ ထ ၼ ပ ၽ မ ယ ရ လ ဝ ႁ ဢ) il en existe 4 qui représentent des sons n'existant pas en shan, c'est-à-dire [b], [d], [f], et [th] ([θ]). Ces quatre dernières (birman : ဎ ဗ ၾ ႀ ) sont rares. La plupart des éditeurs ajoutent aussi la « consonne fantôme » utilisée pour soutenir les voyelles initiales, mais pas tous. Les manuels de shan peuvent donc présenter entre 18 et 23 consonnes.
La représentation des voyelles dépend en partie de la présence ou non d'une consonne en fin de syllabe.
La table suivante donne un exemple des tons phonémiques :
| Ton                   | shan | phonème | transcription | sens en français |
| --------------------- | ---- | ------- | ------------- | ---------------- |
| montant               | ၼႃ    | /nǎː/   | na            | épais            |
| bas                   | ၼႃႇ    | /nàː/   | na,           | très             |
| médian                | ၼႃႈ    | /nāː/   | na;           | visage           |
| haut                  | ၼႃး    | /náː/   | na:           | rizière          |
| descendant (grinçant) | ၼႃႉ    | /na̰/    | na.           | oncle, tante     |

L'alphabet réformé n'utilisait à l'origine que quatre diacritiques pour marquer les cinq tons du dialecte du sud ; actuellement, l'Association pour la culture et de la littérature shan, basée à Lashio, conseille pour de nombreux mots l'usage du yak khuen pour marquer le sixième ton tel qu'il est prononcé dans le nord.
Deux autres écritures sont également utilisées :
- Le Lik To Yao (« longues lettres »), dérivé du Lik Tai Mao, ou Lik Hto Ngouk (« écriture en pousse de haricot »), l'ancienne écriture des Mao (ou Shans de Chine), est parfois utilisée dans le nord. Dans ce système, les voyelles sont écrites derrière les consonnes.
- Le shan de Kengtung, Khün ou Tai Khün, est écrit en alphabet Taï Tham (nommé en birman Kon Shan), originaire du Lanna.

## Pronoms
| Pronom | API  | Signification                                |
| ------ | ---- | -------------------------------------------- |
| ၵဝ်     | kǎw  | je/moi (informel)                            |
| တူ      | tǔ   | je/moi (informel)                            |
| ၶႃႈ      | kʰaː | je/moi (formel)                              |
| ႁႃး      | haː  | nous deux (général/duel)                     |
| ႁဝ်း     | háw  | nous (général)                               |
| မႂ်း      | máɯ  | toi (informel)                               |
| ၸဝ်ႈ     | tsâu | toi (formel)                                 |
| သူ      | sʰǔ  | toi/vous (formel/singulier, général/pluriel) |
| မၼ်း     | man  | il/elle/lui/ça                               |
| ၶဝ်     | kʰǎw | ils/elles/eux                                |
| ပိူၼ်ႈ     | pɤn  | ils/elles/eux, autres                        |